# Martin Lindqvist
Martin Lindqvist, född 1962, är en svensk företagsledare, sedan 2011 vd för SSAB, då han efterträdde Olof Faxander. Han är civilekonom utbildad vid Uppsala universitet och har arbetat för SSAB sedan 1998. Sedan 2023 ledamot  av Kungliga Ingenjörsvetenskapsakademin.